# 坂戸・夏よさこい
坂戸・夏よさこい（さかど・なつよさこい）は、埼玉県坂戸市で毎年8月に開催される、よさこい祭り形式の祭り。

## 概要
2015年8月に坂戸・夏よさこいフェスティバルとして開催。2016年8月から坂戸・夏よさこいに名称変更。10月の坂戸市主催の坂戸よさこいとは違い、有志があつまりサンロード商店街を中心に開催している。開催は2日で演舞会場は3か所、坂戸駅北口会場のサンロード・こどもフェスタ会場および坂戸駅南口会場。
2018年8月の坂戸・夏よさこいでは、埼玉県・城西大学と共同で埼玉県マスコット「コバトン」の位置をリアルタイムで地図上に表示するコバトンIoT化に県内で初めて取組んだ。コバトンから発信された情報（プレゼントタイム）をコバトンを探してスマホ画面を見せるとプレゼントがもらえるイベントも実施した。また、約1億3500万円の経済波及効果を生み出したという調査報告を、城西大学の学生らがまとめた。

## 歴史
- 2015年（平成27年）- 第1回、8月22日（土）、23日（日）本祭開催。
- 2016年（平成28年）- 第2回、8月20日（土）、21日（日）本祭開催。
- 2017年（平成29年）- 第3回、8月19日（土）、20日（日）本祭開催。会場として坂戸よさこい前夜祭で使用された南口会場をセレモア会場として使用。
- 2018年（平成30年) - 第4回、8月18日（土）、19日（日）本祭開催。会場名称を変更。坂戸北口会場（サンロード）、坂戸南口会場（緑南通り。）
- 2019年（令和元年) - 第5回開催。本年は初の試みでAI制御自動運転バスが走行。
- 2020年（令和2年）-2023年(令和5年) 新型コロナ感染拡大防止の為、開催見送り
- 2024年 (令和6年) -5年ぶりに開催
- 2025年(令和７年) 会場が坂戸よさこいとして復活の為、中止

## 賞
- メモリード賞
- セレモア賞
- サンロード賞
- 坂戸ライオンズ賞、2017年（平成29年）のみ
- フレンズ賞、2018年（平成30年）
- 特別賞、2019年
- ビジュアル賞、2019年

## 会場
現在使用されている会場
- 坂戸駅北口会場(第3回までメモリード会場)
- こどもフェスタ会場（タイムズ坂戸駅北口内：旧パーキング坂戸

過去に使用されていた会場
- 坂戸駅南口会場(第3回までセレモア会場)